# Daniel Borimirov
Daniel Borimirov (*Vidin, Bulgaria, 15 de enero de 1970), futbolista búlgaro. Jugó de volante y su primer equipo fue Levski Sofia.

## Selección nacional
Fue internacional con la Selección de fútbol de Bulgaria, jugó 67 partidos internacionales y  anotó 5 goles.

### Participaciones en Copas del Mundo
| Mundial                        | Sede           | Resultado    |
| ------------------------------ | -------------- | ------------ |
| Copa Mundial de Fútbol de 1994 | Estados Unidos | Semifinal    |
| Copa Mundial de Fútbol de 1998 | Francia        | Primera fase |

### Participaciones en torneos internacionales
| Mundial       | Sede       | Resultado    |
| ------------- | ---------- | ------------ |
| Eurocopa 1996 | Inglaterra | Primera Fase |
| Eurocopa 2004 | Portugal   | Primera fase |

## Clubes
| Club         | País     | Año       |
| ------------ | -------- | --------- |
| Levski Sofia | Bulgaria | 1990-1995 |
| 1860 Munich  | Alemania | 1996-2003 |
| Levski Sofia | Bulgaria | 2003-2014 |